# Partecipanti alla Parigi-Nizza 2023
Elenco dei partecipanti alla Parigi-Nizza 2023.
La Parigi-Nizza 2023 è stata l'ottantunesima edizione della corsa. Alla competizione presero parte ventidue squadre: le diciotto iscritte all'UCI World Tour 2023 e quattro squadre invitate dell'UCI ProTeam.
Ciascuna delle squadre è composta da sette ciclisti, per un totale di 154 ciclisti.

## Corridori per squadra
Nota: R ritirato, NP non partito, FT fuori tempo, SQ squalificato
| Jumbo-Visma              | Jumbo-Visma              | Jumbo-Visma              | Team Jayco AlUla      | Team Jayco AlUla      | Team Jayco AlUla      | Ineos Grenadiers    | Ineos Grenadiers    | Ineos Grenadiers    |
| ------------------------ | ------------------------ | ------------------------ | --------------------- | --------------------- | --------------------- | ------------------- | ------------------- | ------------------- |
| N°                       | Ciclista                 | Clas.                    | N°                    | Ciclista              | Clas.                 | N°                  | Ciclista            | Clas.               |
| 1                        | Jonas Vingegaard         | 3°                       | 11                    | Simon Yates           | 4°                    | 21                  | Daniel Martínez     | 25°                 |
| 2                        | Edoardo Affini           | 94°                      | 12                    | Luke Durbridge        | 80°                   | 22                  | Omar Fraile         | R 8ª                |
| 3                        | Rohan Dennis             | 85°                      | 13                    | Lucas Hamilton        | 22°                   | 23                  | Jhonatan Narváez    | 43°                 |
| 4                        | Tobias Foss              | 23°                      | 14                    | Chris Harper          | 20°                   | 24                  | Pavel Sivakov       | 9°                  |
| 5                        | Olav Kooij               | 105°                     | 15                    | Michael Matthews      | R 7ª                  | 25                  | Connor Swift        | 92°                 |
| 6                        | Jan Tratnik              | 40°                      | 16                    | Kelland O'Brien       | 70°                   | 26                  | Ben Swift           | 59°                 |
| 7                        | N. Van Hooydonck         | 52°                      | 17                    | Matteo Sobrero        | 29°                   | 27                  | Joshua Tarling      | R 7ª                |
| UAE Team Emirates        | UAE Team Emirates        | UAE Team Emirates        | Bora-Hansgrohe        | Bora-Hansgrohe        | Bora-Hansgrohe        | Team DSM            | Team DSM            | Team DSM            |
| N°                       | Ciclista                 | Clas.                    | N°                    | Ciclista              | Clas.                 | N°                  | Ciclista            | Clas.               |
| 31                       | Tadej Pogačar            | 1°                       | 41                    | Max Schachmann        | NP7ª                  | 51                  | Romain Bardet       | 7°                  |
| 32                       | Rui Oliveira             | 93°                      | 42                    | Sam Bennett           | NP7ª                  | 52                  | Pavel Bittner       | 101°                |
| 33                       | Mikkel Bjerg             | 68°                      | 43                    | Marco Haller          | 71°                   | 53                  | John Degenkolb      | 84°                 |
| 34                       | Felix Großschartner      | 54°                      | 44                    | Bob Jungels           | 19°                   | 54                  | Matthew Dinham      | 57°                 |
| 35                       | Domen Novak              | 77°                      | 45                    | Ryan Mullen           | 112°                  | 55                  | Nils Eekhoff        | 116°                |
| 36                       | Matteo Trentin           | 95°                      | 46                    | Nils Politt           | 45°                   | 56                  | Chris Hamilton      | 34°                 |
| 37                       | Tim Wellens              | 79°                      | 47                    | Danny van Poppel      | R 8ª                  | 57                  | Kevin Vermaerke     | 47°                 |
| Groupama-FDJ             | Groupama-FDJ             | Groupama-FDJ             | Bahrain Victorious    | Bahrain Victorious    | Bahrain Victorious    | Cofidis             | Cofidis             | Cofidis             |
| N°                       | Ciclista                 | Clas.                    | N°                    | Ciclista              | Clas.                 | N°                  | Ciclista            | Clas.               |
| 61                       | David Gaudu              | 2°                       | 71                    | Jack Haig             | 10°                   | 81                  | Ion Izagirre        | 21°                 |
| 62                       | Arnaud Démare            | R 8ª                     | 72                    | Kamil Gradek          | 110°                  | 82                  | Bryan Coquard       | 90°                 |
| 63                       | Kevin Geniets            | 26°                      | 73                    | Filip Maciejuk        | 115°                  | 83                  | Rubén Fernández     | R 7ª                |
| 64                       | Ignatas Konovalovas      | R 8ª                     | 74                    | Gino Mäder            | 5°                    | 84                  | Simon Geschke       | 49°                 |
| 65                       | Stefan Küng              | 32°                      | 75                    | Jonathan Milan        | R 4ª                  | 85                  | Alexis Renard       | 97°                 |
| 66                       | Rudy Molard              | 17°                      | 76                    | Wout Poels            | 27°                   | 86                  | Benjamin Thomas     | R 4ª                |
| 67                       | Miles Scotson            | R 8ª                     | 77                    | Fred Wright           | 67°                   | 87                  | Max Walscheid       | NP7ª                |
| AG2R Citroën Team        | AG2R Citroën Team        | AG2R Citroën Team        | EF Education-EasyPost | EF Education-EasyPost | EF Education-EasyPost | Team Arkéa-Samsic   | Team Arkéa-Samsic   | Team Arkéa-Samsic   |
| N°                       | Ciclista                 | Clas.                    | N°                    | Ciclista              | Clas.                 | N°                  | Ciclista            | Clas.               |
| 91                       | Aurélien Paret-Peintre   | 11°                      | 101                   | Neilson Powless       | 6°                    | 111                 | Kévin Vauquelin     | 18°                 |
| 92                       | Clément Berthet          | 15°                      | 102                   | Stefan Bissegger      | 72°                   | 112                 | C. Champoussin      | 48°                 |
| 93                       | Mikaël Cherel            | 66°                      | 103                   | Owain Doull           | 63°                   | 113                 | David Dekker        | R 8ª                |
| 94                       | Stan Dewulf              | 51°                      | 104                   | Magnus Cort Nielsen   | 61°                   | 114                 | Thibault Guernalec  | 117°                |
| 95                       | Dorian Godon             | 38°                      | 105                   | Andrea Piccolo        | NP5ª                  | 115                 | Matis Louvel        | 56°                 |
| 96                       | Oliver Naesen            | 41°                      | 106                   | Tom Scully            | 102°                  | 116                 | Daniel McLay        | R 7ª                |
| 97                       | Lawrence Warbasse        | 36°                      | 107                   | Marijn van den Berg   | NP5ª                  | 117                 | Michel Ries         | 37°                 |
| Movistar Team            | Movistar Team            | Movistar Team            | Lidl-Trek             | Lidl-Trek             | Lidl-Trek             | Soudal Quick-Step   | Soudal Quick-Step   | Soudal Quick-Step   |
| N°                       | Ciclista                 | Clas.                    | N°                    | Ciclista              | Clas.                 | N°                  | Ciclista            | Clas.               |
| 121                      | Matteo Jorgenson         | 8°                       | 131                   | Mattias Skjelmose     | R 7ª                  | 141                 | Tim Merlier         | NP8ª                |
| 122                      | Imanol Erviti            | 81°                      | 132                   | Julien Bernard        | 39°                   | 142                 | Kasper Asgreen      | R 7ª                |
| 123                      | Iván García Cortina      | 64°                      | 133                   | Daan Hoole            | R 7ª                  | 143                 | Rémi Cavagna        | 35°                 |
| 124                      | Gorka Izagirre           | 33°                      | 134                   | Alex Kirsch           | R 7ª                  | 144                 | Tim Declercq        | 73°                 |
| 125                      | Mathias Norsgaard        | 88°                      | 135                   | Jacopo Mosca          | 109°                  | 145                 | Yves Lampaert       | 50°                 |
| 126                      | Max Kanter               | 106°                     | 136                   | Mads Pedersen         | R 7ª                  | 146                 | Mauro Schmid        | NP3ª                |
| 127                      | Gregor Mühlberger        | 31°                      | 137                   | Otto Vergaerde        | R 8ª                  | 147                 | Florian Sénéchal    | 83°                 |
| Lotto Dstny              | Lotto Dstny              | Lotto Dstny              | TotalEnergies         | TotalEnergies         | TotalEnergies         | Alpecin-Deceuninck  | Alpecin-Deceuninck  | Alpecin-Deceuninck  |
| N°                       | Ciclista                 | Clas.                    | N°                    | Ciclista              | Clas.                 | N°                  | Ciclista            | Clas.               |
| 151                      | Arnaud De Lie            | NP7ª                     | 161                   | Pierre Latour         | 14°                   | 171                 | S. Kragh Andersen   | 44°                 |
| 152                      | Cédric Beullens          | 82°                      | 162                   | E. Boasson Hagen      | 42°                   | 172                 | Maurice Ballerstedt | R 7ª                |
| 153                      | Thomas De Gendt          | R 7ª                     | 163                   | Jérémy Cabot          | 89°                   | 173                 | Kaden Groves        | 91°                 |
| 154                      | Pascal Eenkhoorn         | 28°                      | 164                   | Sandy Dujardin        | 75°                   | 174                 | Senne Leysen        | 111°                |
| 155                      | Jacopo Guarnieri         | 98°                      | 165                   | Alan Jousseaume       | 78°                   | 175                 | Jason Osborne       | NP8ª                |
| 156                      | Harry Sweeny             | 62°                      | 166                   | Paul Ourselin         | 69°                   | 176                 | Edward Planckaert   | 99°                 |
| 157                      | Brent Van Moer           | 58°                      | 167                   | Anthony Turgis        | 113°                  | 177                 | Lionel Taminiaux    | 107°                |
| Intermarché-Circus-Wanty | Intermarché-Circus-Wanty | Intermarché-Circus-Wanty | Astana Qazaqstan Team | Astana Qazaqstan Team | Astana Qazaqstan Team | Israel-Premier Tech | Israel-Premier Tech | Israel-Premier Tech |
| N°                       | Ciclista                 | Clas.                    | N°                    | Ciclista              | Clas.                 | N°                  | Ciclista            | Clas.               |
| 181                      | Lilian Calmejane         | 16°                      | 191                   | Luis León Sánchez     | 24°                   | 201                 | Hugo Houle          | 30°                 |
| 182                      | Aimé De Gendt            | 86°                      | 192                   | Cees Bol              | R 8ª                  | 202                 | Sebastian Berwick   | R 7ª                |
| 183                      | Kobe Goossens            | 13°                      | 193                   | David de la Cruz      | 12°                   | 203                 | Taj Jones           | NP7ª                |
| 184                      | Arne Marit               | 96°                      | 194                   | Dmitrij Gruzdev       | 114°                  | 204                 | Guy Sagiv           | NP7ª                |
| 185                      | Hugo Page                | 103°                     | 195                   | Davide Martinelli     | R 7ª                  | 205                 | Nick Schultz        | 53°                 |
| 186                      | Baptiste Planckaert      | 87°                      | 196                   | Vadim Pronskij        | 100°                  | 206                 | Tom Van Asbroeck    | NP7ª                |
| 187                      | Taco van der Hoorn       | 104°                     | 197                   | Javier Romo           | 60°                   | 207                 | Stephen Williams    | R 7ª                |
| Uno-X Pro Cycling Team   |                          |                          |                       |                       |                       |                     |                     |                     |
| N°                       | Ciclista                 | Clas.                    |                       |                       |                       |                     |                     |                     |
| 211                      | Alexander Kristoff       | 108°                     |                       |                       |                       |                     |                     |                     |
| 212                      | Anthon Charmig           | 46°                      |                       |                       |                       |                     |                     |                     |
| 213                      | Erik Resell              | 74°                      |                       |                       |                       |                     |                     |                     |
| 214                      | Anders Skaarseth         | 65°                      |                       |                       |                       |                     |                     |                     |
| 215                      | Rasmus Tiller            | 55°                      |                       |                       |                       |                     |                     |                     |
| 216                      | Søren Wærenskjold        | R 7ª                     |                       |                       |                       |                     |                     |                     |
| 217                      | Jonas Gregaard           | 76°                      |                       |                       |                       |                     |                     |                     |